# Budismo no Japão
A história do budismo no Japão pode ser dividida em três períodos: o Período Nara (até o ano 794), o Período Heian (794–1185) e o Período Pós-Heian (de 1185 em diante). Cada período testemunhou a introdução de novas doutrinas e revoltas nas escolas já existentes. Ver Sōhei (monges guerreiros).
Nos tempos modernos, as principais manifestações do budismo no Japão são as escolas da Terra Pura, Nichiren, Xingom e Zen.

## Chegada através da Rota da Seda

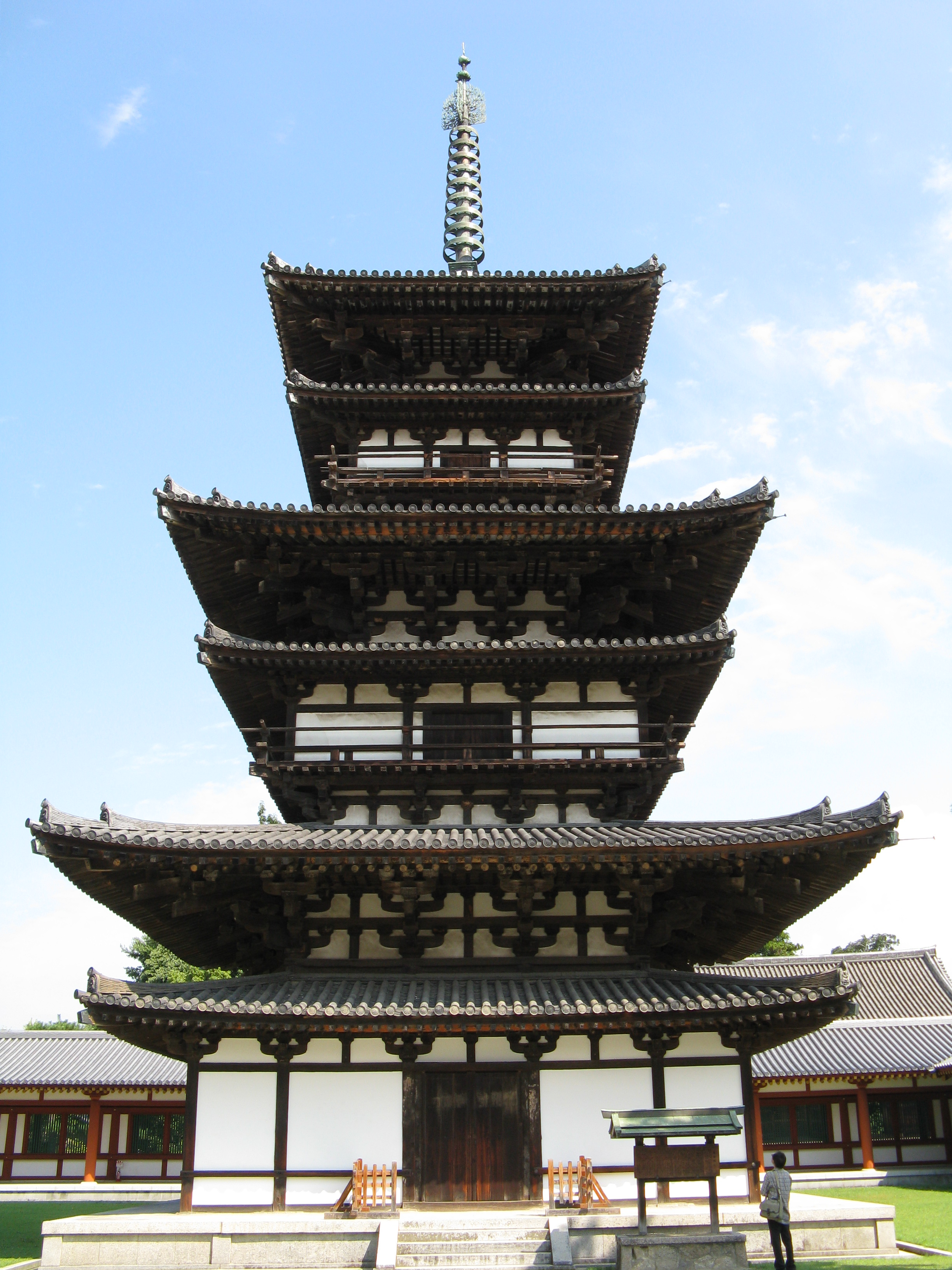
Pagode em Yakushi-ji, em Nara (Período Nara).

A chegada do budismo no Japão é, em última instância, uma consequência dos primeiros contatos entre a China e a Ásia central, que ocorreram com o estabelecimento da Rota da seda, no século II a.C., após as viagens de Zhang Qian entre os anos de 138 e 126 a.C., que culminaram com a introdução oficial do budismo na China em 67 a.C. Historiadores geralmente concordam que, já pela metade do século I, a religião havia penetrado em áreas ao norte do Rio Huai. O budismo foi introduzido na Coreia via missionários chineses. Da Coreia, o budismo se propagou para o Japão por volta do século V.

### Relatos chineses iniciais
Em 467, de acordo com o tratado Liang Shu de história chinesa, cinco monges de Gandara viajaram para o país de Fusang (chinês: 扶桑, Japonês: Fusō: "o país do extremo leste" além do mar, provavelmente o leste do Japão), onde eles introduziram o budismo:[carece de fontes?]
Fusang está localizado ao leste da China, 20,000 li (1 500 quilômetros) a leste do estado de Da Han (ele próprio ao leste do estado de Wa, na moderna ilha de kyushu, no Japão). (...) Em tempos idos, o povo de Fusang não sabia nada da religião budista, mas, no segundo ano do Da Ming da dinastia Song (467), cinco monges de Kipin (região de Cabul, em Gandara) viajaram de navio até Fusang. Eles propagaram a doutrina budista, distribuiram escrituras e gravuras e aconselharam as pessoas a abandonar os apegos mundanos. Como resultado, os costumes de Fusang mudaram (No original em chinês: "扶桑在大漢國東二萬餘里,地在中國之東(...)其俗舊無佛法,宋大明二年,罽賓國嘗有比丘五人游行至其國,流通佛法,經像,教令出家,風 俗遂改", Liang Shu, século VII).
O período inicial viu a introdução das seis grandes escolas chinesas em solo japonês. Em termos de geografia, as seis escolas estavam centradas na cidade-capital de Nara, onde grandes templos, tais como Todai-ji e Hokke-ji foram erigidos. Entretanto, o budismo deste período – mais tarde conhecido como Período Nara – não era uma religião prática, sendo mais a morada de sacerdotes eruditos cujas função oficial era orar pela paz e prosperidade do estado e da família imperial. Este tipo de budismo tinha pouco a oferecer às massas de analfabetos, levando ao crescimento dos "sacerdotes do povo" que não eram ordenados e que não tinham treinamento formal budista. Sua prática era uma combinação de elementos budistas e taoistas e a incorporação de características xamânicas da religião nativa japonesa (xintoísmo). Tais figuras se tornaram extremamente populares e eram a fonte de críticas ao budismo acadêmico e burocrático da capital.

## Período Nara

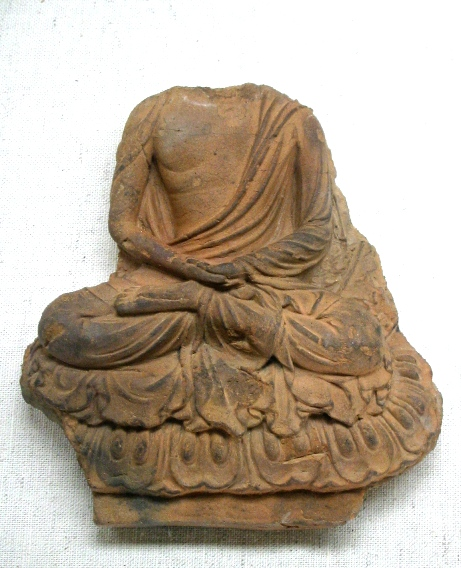
Telha com uma imagem de Buda, em Nara, do Período Asuka, do século VII. Museu Nacional de Tóquio.

A introdução do budismo no Japão é seguramente datada em 552 no Nihon Shoki, quando Seong de Baekje enviou monges da Coreia até Nara para introduzirem as chamadas Oito escolas doutrinárias. A inserção inicial da nova religião foi vagarosa, começando a se disseminar apenas anos mais tarde, quando a imperatriz Suico abertamente encorajou a aceitação do budismo entre todo o povo japonês. Em 607, de maneira a obter cópias de sutras, um enviado imperial foi despachado para a China da Dinastia Sui. Pelos idos de 627, havia 46 templos budistas, 816 sacerdotes e 569 freiras budistas no Japão.
Havia tradicionalmente seis escolas de budismo no Japão de Nara: Ritsu (Vinaya), Jojitsu (Satyasiddhi), Kusha (Abhidharma) Sanron (Madhyamika), Hosso (Yogachara) e Kegon (Huayan). Entretanto, elas não eram instituições exclusivas: assim, templos estavam aptos a terem eruditos versados em diversas escolas. Tem sido sugerido que elas devem ser melhor entendidas como "grupos de estudo".

### Ritsu
Fundada por Dàoxuān (道宣, Jp. Dôsen), China, cerca de 650.
Primeiro introduzida no Japão por Ganjin (鑑真) em 753. A escola Ritsu especializava-se no Vinaia (as regras monásticas do Tripitaca). Ela usava a versão Darmagupta do vinaia, que é conhecido no Japão como Shibunritsu (四分律), "Vinaya em Quatro Seções").

### Jojitsu
A escola Satyasiddhi é considerada como sendo uma ramificação da escola Sautrantica, uma das escolas do budismo inicial na Índia (ver Escolas do budismo inicial). No Japão, nunca foi uma escola separada propriamente dita, mas era conjugada com a escola Sanron.

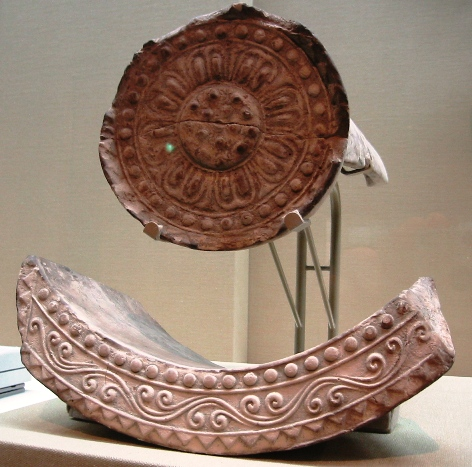
Telhas de um templo de Nara, século VII, Museu Nacional de Tóquio.

### Kusha
Introduzida no Japão durante o período Nara (710–784), junto com a escola Hosso. A escola toma este nome do seu texto principal, o Abidatsuma-kusha-ron(Sânscrito:Abhidharmakosha-Shastra), de autoria do filósofo indiano do século IV ou V, Vasubandhu. A escola Kusha é considerada como sendo uma ramificação da escola Sarvastivada indiana.

### Sanron
Literalmente: Escola dos três tratados; uma escola Madhyamika que desenvolveu-se na China baseada em dois tratados por Nagarjuna e um escrito por Aryadeva. Esta escola foi transmitida para o Japão no século VII, em tandem com a escola Jojitsu. Madhyamika é uma das duas mais importantes escolas de filosofia budista da tradição Maayana.

### Hosso
A escola Yogachara (瑜伽行派 Yugagyouha) é baseada no pensamento dos dois irmãos e filósofos indianos do budismo, Asanga e Vasubandhu, e é conhecida como "consciência apenas", uma vez que ensina uma espécie de idealismo no qual todos as percepções fenomênicas são fenômenos da "consciência apenas". A escola Hosso foi fundada na China por Xuanzang (玄奘, Jap:. Genjo), por volta de 630 e introduzida no Japão em 654 O Tratado da teoria da consciência-apenas (Japonês: Jo Yuishikir Ron; Chinês: Cheng Weishin Lun; 成唯識論) é um importante texto para a escola Hosso.

### Kegon
Também conhecida pela pronúncia chinesa, Huayan (華厳), a escola Kegon foi fundada por Dushun (杜順, Jap. Dojun) na China por volta de 600 e foi introduzida no Japão por Bodhisena em 736 O Avatamsaka Sutra (Kegonkyo 華厳経) é a escritura central da escola Kegon.

## Período Heian
O período Nara tardio foi palco da introdução do budismo esotérico (密教, Jap. mikkyo) no Japão, por Kūkai e Saichō, que fundaram respectivamente as escolas Shingon e Tendai. No final do período Heian surgiria a primeira escola genuinamente japonesa do budismo, a Nichiren.

### Tendai
Conhecida como Tiantai (天台) na China, a escola Tendai foi fundada por Zhiyi (智顗, Jap. Chigi) por volta de 550. Em 804 Saichō (最澄) viajou para a China para estudar os ensinamentos Tiantai no Monte Tiantai. Entretanto, antes de seu retorno ele também estudou e foi iniciado numa forma sinificada sincrética de budismo esotérico. A escritura principal escola Tiantai é o Sutra do Lótus (Hokkekyo 法華経), porém, quando Saichō estabeleceu sua instituição no Japão, incorporou um currículo de estudo e prática do budismo esotérico no Japão.

### Shingon
Kūkai viajou para a China em 804 como parte da mesma expedição de Saichō. Na capital da dinastia Tang, ele estudou budismo esotérico, sânscrito e recebeu empoderamento de Huiguo. Ao retornar ao Japão, Kūkai eventualmente conseguiu estabelecer o Shingon (真言) como uma escola independente.

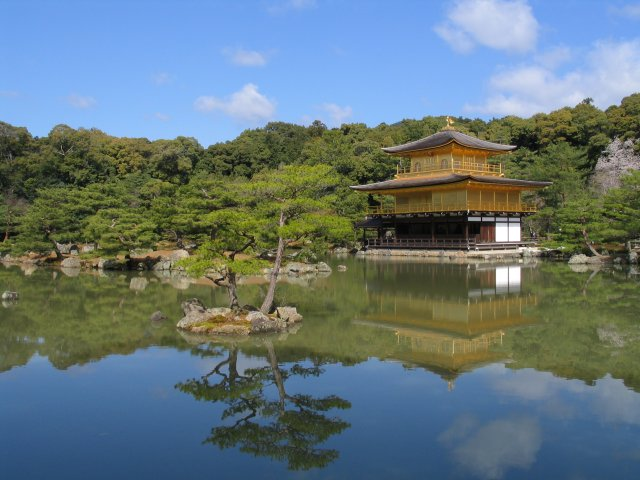
Kinkakuji, o templo do pavilhão dourado, localizado em Kyoto.

## Kamakura até o período moderno
O período Kamakura viu a introdução das duas escolas que talvez tenham tido o maior impacto no país: (1) As escolas Amidistas Terra Pura, promulgadas por evangelistas como Genshin e articulada por monges como Hōnen, que enfatizavam a salvação através da fé em Amitabha e que continua sendo a maior seita budista no Japão (e na Ásia); e (2) as escolas mais filosóficas Zen, promulgadas por monges como Eisai e Dogen, que enfatizavam a liberação através do insight da meditação, que também foram rapidamente adotas pelas classes superiores e tiveram um impacto profundo na cultura japonesa.
O Japão tem visto um declínio acentuado na prática budista no século XXI, com o fechamento de aproximadamente 1.000 templos por ano. Muitos japoneses não estão mais realizando ritos funerários budistas, os quais eram antigamente a prática budista mais importante e universal na cultura japonesa.

### Escolas Amidistas

#### Jodo Shu
Fundador: Huiyuan (慧遠, Jp. Eon), China, c. 400 EC

Nome chinês: Jingtu (浄土) "Terra Pura"

Introdução no Japão: Hōnen (法然), 1175 EC

Doutrina: nembutsu (念仏, "reza ao Buda")

Texto principal: Sutra da Vida Infinita (Muryojukyo 無量壽経)

#### Jodo Shinshu
Fundador: Shinran (親鸞), 1224 EC

Nome japonês: 浄土真, "Verdadeira Terra Pura"

Influências principais: Jodo

Doutrina: shintai zokutai (真諦俗諦, "Verdade Real, Verdade Comum")

Texto principal: Sutra da Vida Infinita (Muryojukyo 無量壽経)

#### Ji Shu
Fundador: Ippen (一遍), 1270 EC

Nome japonês: 時宗 ou 時衆, "Tempo"

Influências principais: Jodo

Doutrina: nenbutsu (念仏, "mentalização de Buda")

Texto principal:

#### Yudsunenbutsu Shu
Fundador: Ryōnin (良忍), 1117 EC

Nome japonês: 融通念仏

Doutrina: sokushitsu ōjō (速疾往生,)

Texto principal: Sutra Avatamsaka (Kegonkyo 華厳経)・Sutra do Lótus (Hokekyo 法華経)

### Escolas Zen
Varias variantes da prática e sabedoria experimental do Zen (禅宗) foram trazidas separadamente ao Japão. Note que influências Zen são encontradas anteriormente no Budismo japonês, especialmente na fertilização cruzada entre Hosso and Kegon, mas as escolas independentes foram formadas posteriormente.

#### Sōtō
Fundadores: Caoshan (曹山, japonês: Sosan) e Dongshan (洞山, japonês: Tosan), China, c. 850

Nome chinês: Caodong (曹洞), denominada em referência a seus fundadores

Introdução no Japão: Dogen (道元), 1227 EC

Influências principais: Tendai, Hosso, Kegon

Doutrina: zazen (坐禅, "meditação sentada"), especialmente shikantaza

Textos principais: Sutras da Sabedoria Transcendente, ou Sutras Prajnaparamita (般若波羅蜜経), incluindo o Sutra do Coração

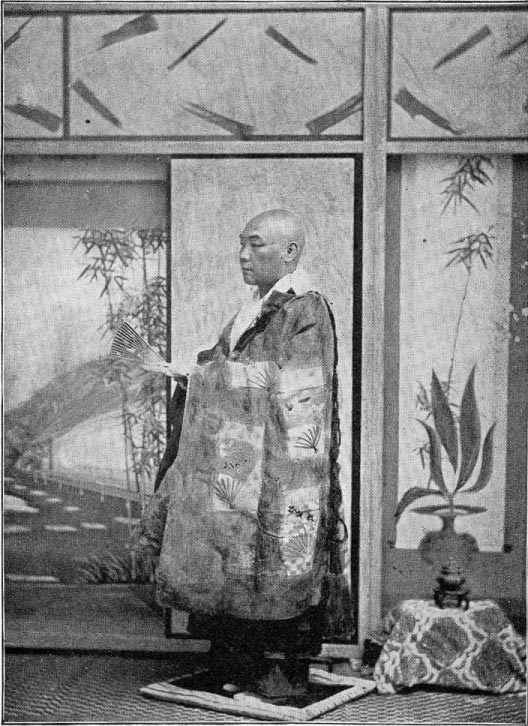
Monge budista japonês c.1897

#### Rinzai
Fundador: Linji (臨済), China, c. 850

Nome chinês: Linji (臨済), denominada em referência ao fundador

Introdução no Japão: Eisai (栄西), 1191 EC

Influências principais: Hosso, Kegon

Doutrina: zazen (坐禅, "meditação sentada"), especialmente prática de koan (公案, "matéria pública") 

Textos principais: Sutras da Sabedoria Transcendente, ou Sutras Prajnaparamita (般若波羅蜜経), incluindo o Sutra do Coração

#### Obaku
Fundador: Ingen (隠元), Japan, 1654 CE

Nome japonês: 黄檗, nome da montanha onde o fundador viveu na China

Influência principal: Rinzai

Doutrina: kyozen itchi (経禅一致, "Unidade de Sutras e Zen")

Textos principais: Sutras da Sabedoria Transcendente, ou Sutras Prajnaparamita (般若波羅蜜経), incluindo o Sutra do Coração

#### Fuke
Fundador: Puhua Chanshi (普化禅師)

Introdução no Japão: Shinchin Kakushin (心地覚心), 1254 CE

Influências principais: Rinzai

Abolida: 1871

### Budismo Nitiren
Os ramos da tradição Nichiren começaram com o monge Nichiren (日蓮: "Sol-Lótus") e proclamação de seus ensinamentos em ED 1253. As escolas focalizam sua doutrina no Sutra do Lótus (妙法蓮華經: Myoho Renge Kyō; abbrev. 法華經: Hokkekyō), mas a prática se concentra no mantra Nam(u) Myōhō Renge Kyō (南無妙法蓮華經). O Budismo Nitiren fragmentou-se em diversas denominações após a morte de Nitiren, tipicamente representado por escolas de orientação mais tradicional como a Nichiren Shu e a Nichiren Shoshu e as "religiões novas" tais como a Soka Gakkai, a Rissho Kosei Kai e a Reiyukai.

## Influências artísticas da Rota da Seda

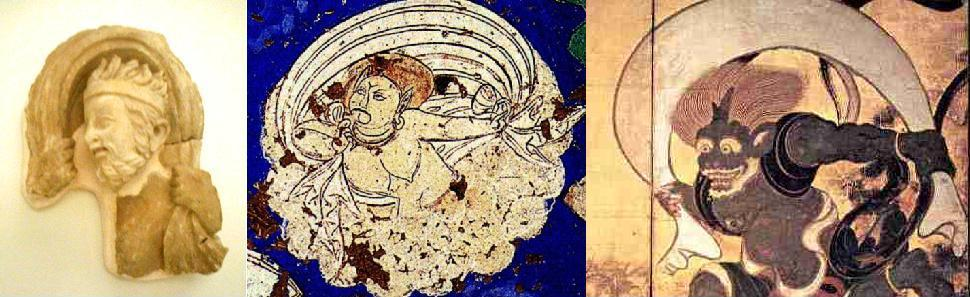
Evolução iconográfica do Deus do Vento.
Esquerda: Deus do vento grego de Hadda, século II.
Meio: Deus do vento de Kızıl, Bacia Tarim, século VII.
Direita: Des do vento japonês Fujin, século XVII.

No Japão, a arte budista começou a desenvolver-se quando o país converteu-se ao Budismo em 548 EC. Algumas imagens do período Asuka (mostradas acima), o primeiro período após a conversão do país ao Budismo, refletem um estilo tipicamente clássico, com roupas helenísticas amplas e formas corpóreas realistas características da arte greco-budista.
Outros trabalhos artísticos incorporam vária influências da Ásia Oriental, de forma que o budismo japonês tornou-se extremamente variado em sua forma de expressão. Muitos elementos da arte greco-budista permanecem presentes até os dias de hoje entretanto, tais como Hércules sendo a inspiração para as deidades guardiãs Nio na frente de templos budistas japoneses, ou representações do Buda reminiscentes da arte grega tais como o Buda em Kamakura.

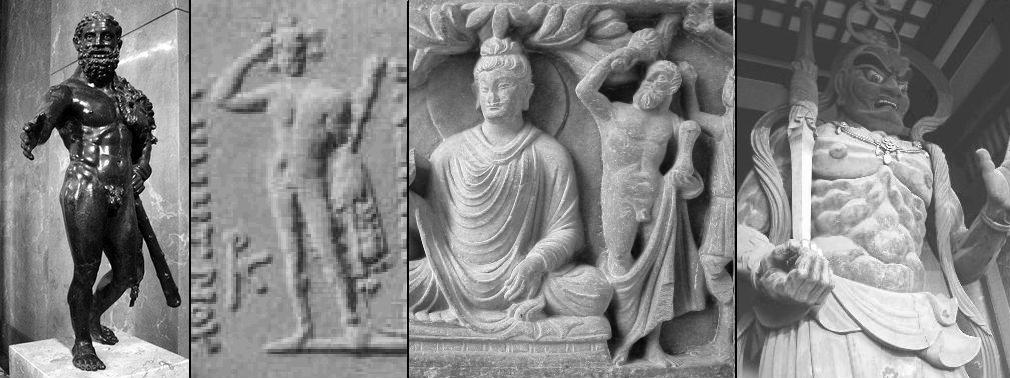
Evolução iconografica do deus grego Héracles no deus japonês Shukongōshin. Da esquerda para a direita:
1) Héracles (Museu do Louvre).
2) Héracles em moeda do rei Greco-Báctrio Demétrio I.
3) Vajrapani, o protetor do Buda, mostrado como Héracles na arte greco-budista de Gandara.
4) Shukongōshin, manifestação de Vajrapani, como deidade protetora em templos budistas do Japão.

## Linha do tempo
- 625: Ekan introduz a escola Sanron (Sanlun) no Japão.
- 654: Dosho introduz a escola Hosso (Faxiang) no Japão.
- 736: Bodhisena introduz a escola Kegon (Huayan) no Japão.
- 753: Ganjin introduz a escola Ritsu (Lü, Vinaya) no Japão.
- 807: Saichō introduz a escola Tendai (Tientai) no Japão.
- 816: Kūkai introduz a escola Shingon no Japão.
- 1175: Hōnen dá início à escola Jodo (Pure Land) no Japão.
- 1191: Eisai introduz a escola Rinzai (Linji) no Japão.
- 1227: Dogen introduz a escola Soto (Caodung) no Japão.
- 1253: Nichiren funda a escola Nichiren.
- 1282: A escola Nichiren começa a se dividir em vários sub-ramos.
- 1654: Ingen introduz a escola Obaku (Huangbo) no Japão.